# Verklista för Jules Massenet
Verklista för Jules Massenet.

## Orkesterverk
- Première suite d'orchestre - 1867
- Scènes hongroises - 1870
- Scènes pittoresques - 1874
- Scènes dramatiques - 1875
- Scènes napolitaines - 1876
- Scènes de féerie - 1881
- Scènes alsaciennes - 1882
- Fantasi för violoncelle och orkester - 1897
- Pianokonsert - 1903

## Operor
| Opus | Titel                              | Libretto     | År   | Tillägnad | Övrigt                                                                              |
| ---- | ---------------------------------- | ------------ | ---- | --------- | ----------------------------------------------------------------------------------- |
|      | Les deux boursiers                 |              | 1859 |           | Försvunnen                                                                          |
|      | Esmerelda                          |              | 1865 |           | Försvunnen                                                                          |
|      | Noureddin                          |              | 1865 |           | Försvunnen                                                                          |
|      | Valéria                            |              | 1865 |           | Försvunnen                                                                          |
|      | La grand'tante                     |              | 1867 |           |                                                                                     |
|      | La coupe du roi de Thulé           |              | 1867 |           | Försvunnen. Delar av verket användes i Le roi de Lahore                             |
|      | Le Florentin                       |              | 1868 |           | Försvunnen                                                                          |
|      | Manfred                            |              | 1869 |           | Ofullbordad                                                                         |
|      | Méduse                             |              | 1870 |           | Ofullbordad                                                                         |
|      | Don César de Bazan                 |              | 1872 |           |                                                                                     |
|      | L'adorable bel'-Boul'              |              | 1874 |           | Förstörd                                                                            |
|      | Les templiers                      |              | 1875 |           | Ofullbordad och förstörd                                                            |
|      | Bérangère et Anatole               |              | 1876 |           | Hemlighetshölls av kompositören                                                     |
|      | Le Roi de Lahore (Kungen i Lahore) |              | 1887 |           | Orientaliskt inspirerad                                                             |
|      | Robert de France                   |              | 1880 |           | Försvunnen                                                                          |
|      | Hérodiade                          |              | 1881 |           | Johannes Döpare-drama i Wagnerskt tonspråk.                                         |
|      | Les Girondins                      |              | 1881 |           | Försvunnen                                                                          |
|      | Montalte                           |              | 1883 |           | Försvunnen                                                                          |
|      | Manon                              |              | 1884 |           | efter Abbé Prévosts roman om Manon Lescaut                                          |
|      | Le Cid                             |              | 1885 |           | spansk historia från morisk tid (se El Cid), baserad på pjäsen av Pierre Corneille. |
|      | Esclarmonde                        |              | 1889 |           |                                                                                     |
|      | Le Mage                            |              | 1891 |           |                                                                                     |
|      | Werther                            |              | 1892 |           | Destruktiva passioner efter Goethes roman.                                          |
|      | Kassya                             |              | 1893 |           | Fullbordad och orkestrerad opera av Léo Delibes                                     |
|      | Thaïs                              | Louis Gallet | 1894 |           | högstämd religiositet. Efter Anatole France roman med samma namn                    |
|      | Le Portrait de Manon               |              | 1894 |           |                                                                                     |
|      | La Navarraise                      |              | 1894 |           |                                                                                     |
|      | Sapho                              |              | 1897 |           |                                                                                     |
|      | Cendrillon                         |              | 1899 |           |                                                                                     |
|      | Grisélidis                         |              | 1901 |           |                                                                                     |
|      | Le Jongleur de Notre-Dame          | Maurice Léna | 1902 |           | Med medeltida tonala influenser. Efter romanen med samma namn av Anatole France     |
|      | Chérubin                           |              | 1905 |           |                                                                                     |
|      | Ariane                             |              | 1906 |           |                                                                                     |
|      | Thérèse                            |              | 1907 |           |                                                                                     |
|      | Bacchus                            |              | 1909 |           |                                                                                     |
|      | Don Quichotte                      |              | 1910 |           |                                                                                     |
|      | Roma                               |              | 1912 |           |                                                                                     |
|      | Panurge                            |              | 1913 |           |                                                                                     |
|      | Cléopâtre                          |              | 1914 |           |                                                                                     |
|      | Amadis                             |              | 1922 |           |                                                                                     |

## Baletter
- Le Carillon - 1892
- Cigale - 1904
- Espada - 1908
- L'histoire de Manon (arr. Leighton Lucas) - 1974

## Sång samlingar och cycles
| Opus | Titel                         | Instrument                        | År      | Libretto                     | Övrigt |
| ---- | ----------------------------- | --------------------------------- | ------- | ---------------------------- | ------ |
| 14   | Poëme d'Avril                 | declaimed poems och piano solos   | c.1866  | Armand Silvestre             |        |
|      | Poëme pastoral                | Baryton, 3 kvinnoröster och piano | 1870-72 | Florian och Armand Silvestre |        |
|      | Chansons des bois d'Amaranthe | Fyra solo röster (SATB) och piano | 1900    | M. Legrand                   |        |

## Sånger
- À Colombine (Serenade d’Arlequin) (Louis Gallet)
- À la Trépassée (Armand Silvestre)
- À la Zuecca (Alfred de Musset)
- À Mignonne (Gustave Chouquet)
- Adieu (Complainte) (Armand Silvestre)
- Adieux (Gilbert)
- Anniversaire (Armand Silvestre)
- Aubade (Gabriel Prévost)
- Automne (Paul Collin)
- Berceuse (Gustave Chouquet)
- Bonne nuit! (Camille Distel)
- Ce que disent les cloches (Jean de la Vingtrie)
- C'est l'amour (Victor Hugo)
- Chant Provençal (Michel Carré)
- C répuscule (Armand Silvestre)
- Dans l'air plein de fils de soie (Armand Silvestre)
- Declaration (Gustave Chouquet)
- Élégie (Louis Gallet)
- Epitaphe (Armand Silvestre)
- Être aimé (Jules Massenet after Victor Hugo)
- Guitare (Victor Hugo)
- La mort de la cigale (Maurice Fauré)
- La Veillée du Petit Jésus (André Theuriet)
- La vie d'une rose, op. 12 no. 3 (Jules Ruelle)
- L'air du soir emportati (Armand Silvestre)
- L'âme des oiseau (Elena Vacarescu)
- Le portrait d'une enfant, op. 12 no. 4 (Pierre de Ronsard)
- Le Sais-Tu? (Stéphan Bordèse)
- Le Sentier Perdu (Paul de Choudens)
- Le verger (Camille Distel)
- Les alcyons (Joseph Antoine Autran)
- Les bois de pins (Camille Distel)
- Les enfants
- Les Femmes de Magdala (Louis Gallet)
- Les mains (Noel Bazan)
- Les Oiselets (Jacques Clary Jean Normand)
- L'esclave, Op.12 nr.1 (Théophile Gautier)
- Lève-toi (Armand Silvestre)
- Loin de Moi ta Lèvre Qui Ment (Jean Aicard)
- Madrigal (Armand Silvestre)
- Musette (Jean Pierre Claris de Florian)
- Narcisse à la Fontaine (Paul Collin)
- Néére (Michel Carré)
- Nouvelle chanson sur un vieil air (Victor Hugo)
- Nuit d'Espagne (Louis Gallet)
- Ouvre tes yeux bleus (Paul Robiquet)
- Pensée d'automne (Armand Silvestre)
- Pour qu'à l'espérance (Armand Silvestre)
- Prélude (Armand Silvestre)
- Première Danse (Jacques Clary Jean Normand)
- Puisqu’elle a Pris ma Vie (Paul Robiquet)
- Que l'heure est donc brève (Armand Silvestre)
- Rêvons, c'est l'heure (Paul Verlaine)
- Riez-vous (Armand Silvestre)
- Rondel de la Belle au bois (Julien Gruaz)
- Roses d’Octobre (Paul Collin)
- Sérénade (Molière)
- Sérénade aux mariés, Op.12 nr.2 (Jules Ruelle)
- Sérénade de Zanetto (François Coppée)
- Sérénade du passant (François Coppée)
- Si tu veux, Mignonne (Abbé Claude Georges Boyer)
- Soir de rêve (Antonin Lugnier)
- Soleil couchant (Victor Hugo)
- Sonnet (Georges Pradel)
- Sonnet matinal (Armand Silvestre)
- Sonnet Payen (Armand Silvestre)
- Souhait (Jacques Normand)
- Sous les branches (Armand Silvestre)
- Souvenez-vous, Vierge Marie! (Georges Boyer)
- Souvenir de Venise (Alfred de Musset)
- Stances (Gilbert)
- Sur la source (Armand Silvestre)
- Un adieu (Armand Silvestre)
- Un souffle de parfums (Armand Silvestre)
- Voici que les grans lys (Armand Silvestre)
- Voix suprême (Antoinette Lafaix-Gontié)
- Vous aimerez demain (Armand Silvestre)

## Oratorier och kantater
- David Rizzio - 1863
- Marie-Magdeleine - 1873
- Ève - 1875
- Narcisse - 1877
- La Vierge - 1880
- Biblis - 1886
- La Terre Promise - 1900